# Никольская церковь (Вильнюс)
Нико́льская це́рковь, Церковь Перенесения мощей святителя Николая Чудотворца, Церковь во имя святителя Николая, архиепископа Мирликийского в Вильнюсе — один из древнейших православных храмов в Литве.
Основана в XIV веке. Каменное здание на месте деревянного заложено князем Константином Острожским в 1514 году. Современный облик приобрела в середине XIX века. Памятник архитектуры местного значения.
Расположена в Старом городе Вильнюса по адресу ул. Диджёйи 12 (Didžioji g. 12).

## История

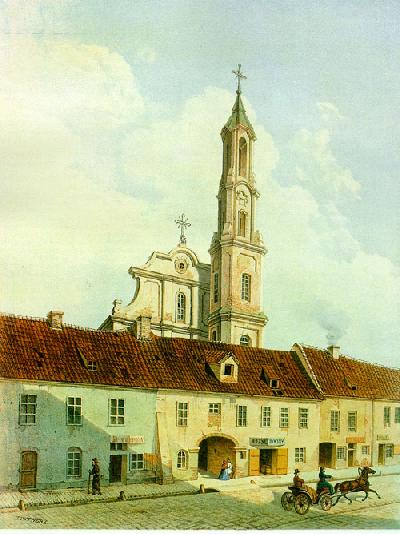
И. П. Трутнев. Церковь Св. Николая перед реконструкцией

Считался первым по времени христианским храмом в Вильне; исходя из того, что Николай Чудотворец издревле признавался покровителем города и казнённые в 1347 году виленские мученики Антоний, Иоанн и Евстафий были погребены сначала в церкви Святого Николая, предполагалось, что храм существовал уже во время Гедимина. Деревянная церковь на улице Большой в Вильне была возведена в XIV веке, предположительно около 1340 года. Как гласит надпись на мраморной плите, установленной на фасаде часовни, пристроенной к храму в конце 1860-х годов, вторая жена великого князя литовского Ольгерда Иулиания Тверская около 1350 года вместо деревянной воздвигла каменную.
Пришедшую в упадок церковь возродил великий гетман литовский Константин Острожский, в 1514 году на прежнем фундаменте воздвигнув новый храм в готическом стиле. В 1609 году по привилегии короля Сигизмунда Вазы церковь вместе с другими одиннадцатью храмами Вильны была передана униатам.
После пожаров конца 1740-х годов храм восстанавливался в стиле барокко. Со всех сторон его окружали жилые дома, над которыми возвышалась колокольня. Такой церковь изображена на акварели И. П. Трутнева 1863 года, тиражированной в виде литографии в альбоме «Памятники русской старины в западных губерниях», изданном П. Н. Батюшковым. В отдельных элементах стиля здания историки архитектуры усматривают следы работы И. К. Глаубица.

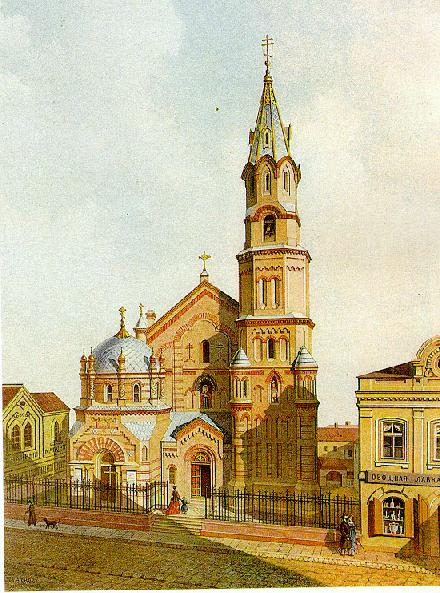
И. П. Трутнев. Церковь Св. Николая после реконструкции

В 1839 году храм перешёл к православным. Сначала он был приписан к Никольскому кафедральному собору (ныне костёл Святого Казимира). С 1845 года храм стал приходской церковью с собственным причтом.
В 1863 году сослуживцами М. Н. Муравьёва и некоторыми жителями Литвы были собраны средства на возведение храма во имя святого архистратига Михаила и поднесены Муравьёву. Однако он строительство новой церкви отклонил ввиду большей целесообразности восстановления в первоначальном виде древней Никольской церкви и других виленских православных храмов. Им же было получено высочайшее разрешение на сбор пожертвований по всей России.

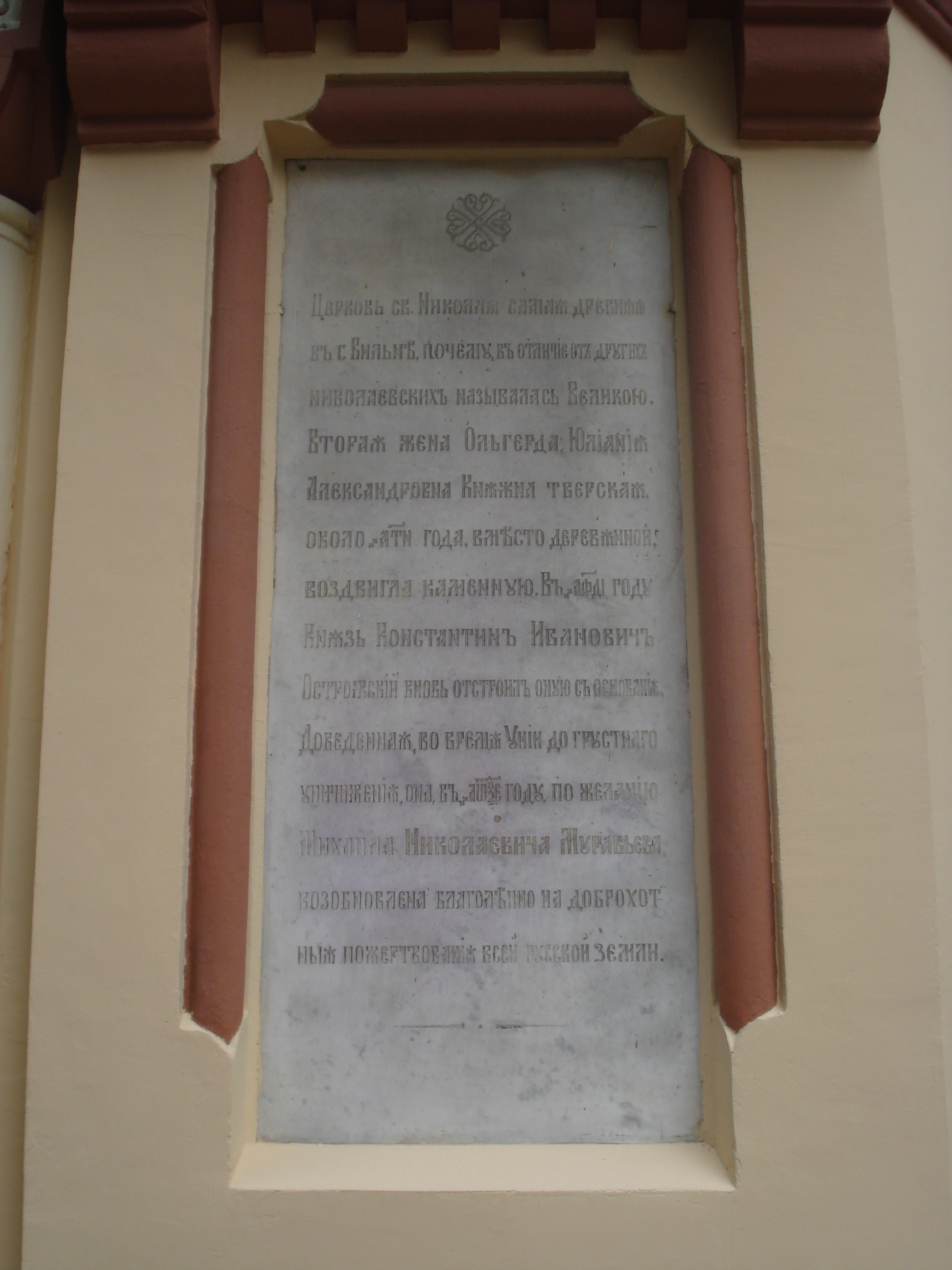
Мемориальная таблица на стене часовни

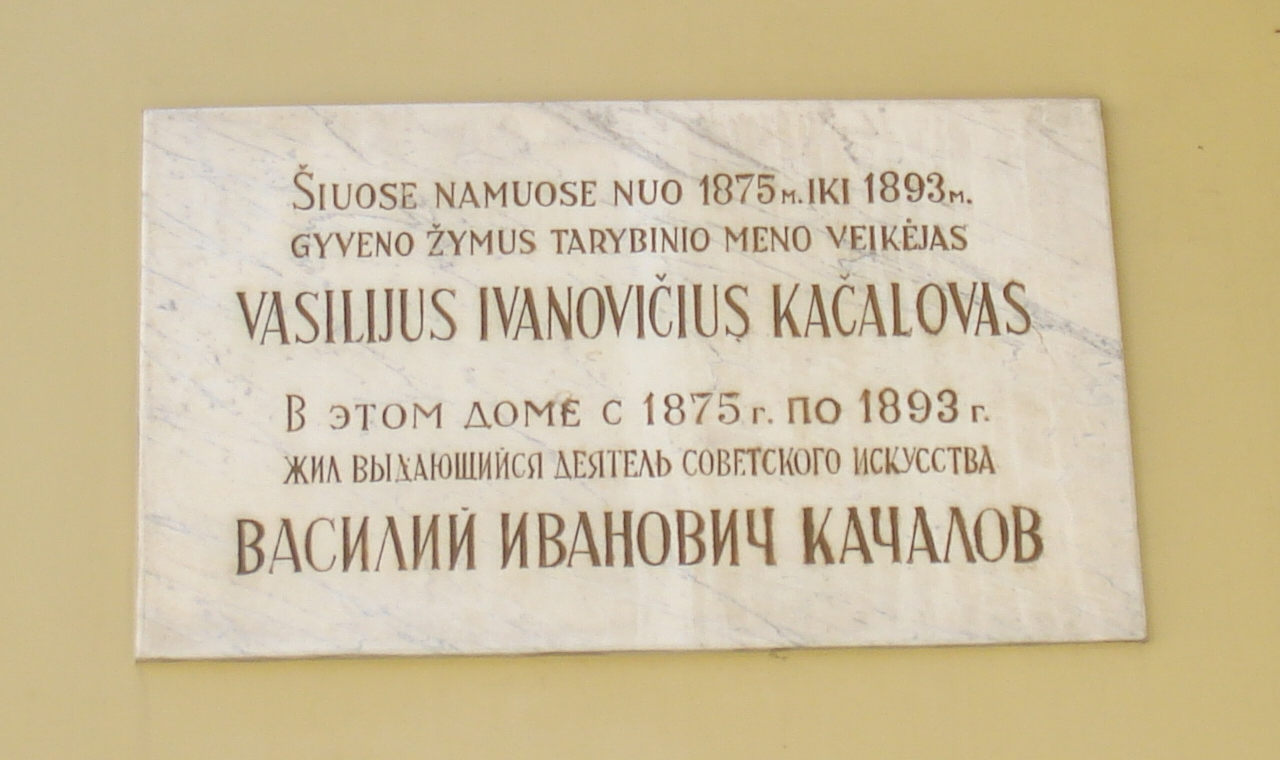
Демонтированная в 2023 году мемориальная доска в память о В. Качалове на церковном доме

По проекту петербургского архитектора, академика Академии художеств А. И. Резанова виленским архитектором Н. М. Чагиным во второй половине 1860-х годов церковь была перестроена в русско-византийском стиле. При этом были снесены заслонявшие её окружающие постройки и впереди сооружена металлическая решётка. Слева от входа была пристроена Михайловская часовня — во имя архистратига Божия Михаила, небесного покровителя М. Н. Муравьёва.
По бокам входа в часовню на стенах расположены мраморные мемориальные таблицы. На одной изложена краткая история церкви, на другой, практически нечитабельной, перечисляются заслуги Муравьёва. Над входом помещена цитата из книги пророка Даниила:

И се Михаил, един от старейших, первых, прииде помощи нам.
Дан 10:13

Внутри часовни мозаика изображает архистратига Михаила, на стенах — иконы в киотах из резного дуба. На стене главного фасада над главным входом помещено изображение Николая Чудотворца. На стене колокольни — изображение святого благоверного князя Александра Невского.
В ноябре 1866 года состоялось торжественное освящение возобновлённого храма.
С 1871 года в Никольской церкви двадцать лет служил настоятелем Иоанн (Шверубович), отец Василия Качалова. Известный впоследствии русский советский актёр родился и детство (по 1893 год) провёл в соседнем доме, принадлежавшем церкви.